# Die Alive
"Die Alive" é o quarto single da soprano finlandesa Tarja Turunen, cronologicamente é o segundo single do álbum My Winter Storm.
O single é bem mais pesado em comparação com o anterior, "I Walk Alone", apresentando várias passagens orquestrais assinadas por James Dooley, além de coral e guitarra; contém, além da música título, diferente versões de outras faixas do álbum como um remix de "Lost Northern Star", uma versão estendida de "Calling Grace" e o clipe da faixa título.
O single acabou listado em #76 nas paradas oficiais da Alemanha.

## Composição
A letra, diferentemente do restante do álbum, não fala sobre fantasia ou assuntos imaginários, segundo a cantora:
| “ | Ela não é sobre fantasia, ela é sobre como eu tento viver minha vida. Eu tenho visto muitas pessoas que, apesar de ainda estarem vivas, estão mortas por dentro. | ” |

A letra foi quase completamente escrita pelos músicos suecos Anders Wollbeck e Mattias Lindblom, mas tiveram ajuda de outros músicos, incluindo a própria Tarja; a música fala sobre lutar por seus sonhos sem usar violência ou armas. Em 16 de janeiro de 2008, Tarja comentou sobre a canção:
| “ | É uma canção sobre viver cada momento da sua vida intensamente. É um vídeo de luta, sem nenhuma espada ou sangue. Uma luta para fazer o que você quiser na sua vida, de modo que se você morrer amanhã, você vai morrer vivo[...] Jim Dooley adicionou o sentimento de um trailer de filme no meio da canção. | ” |

## Vídeo musical
O vídeo clipe de Die Alive é o considerado o mais sombrio da carreira de Tarja, mesmo com o Nightwish. Dirigido por Uwe Flade, teve seu lançamento no site oficial de Tarja no dia 28 de Janeiro de 2007 e foi gravado em uma antiga base soviética nas proximidades de Berlim, na Alemanha em dezembro de 2007 durante a turnê de aquecimento e promoção do álbum.
O vídeo destaca apenas Tarja, explorando uma velha mansão.

## Lista de músicas
| Faixa | Música                                   | Duração |
| ----- | ---------------------------------------- | ------- |
| 01    | Die Alive (versão do single)             | 04:02   |
| 02    | Die Alive (Versão alternativa)           | 04:08   |
| 03    | Lost Northern Star (Ambiance Sublow Mix) | 04:56   |
| 04    | Calling Grace (Full Version)             | 03:18   |